# Filmographie de Minnie Mouse
Voici la liste des films dans lesquels Minnie Mouse est apparue depuis 1928 :

## Années 1920

### 1928
- Plane Crazy. Produit en 1927, ressorti en 1929. Première apparition de la vache qui deviendra Clarabelle.
- The Gallopin' Gaucho. Produit en 1928, ressorti en 1929
- Steamboat Willie. Parodie du film avec Buster Keaton et Ernest Torrence, Steamboat Bill Jr.

### 1929
- The Barn Dance
- The Opry House
- When the Cat's Away
- The Barnyard Battle
- Mickey laboureur (The Plow Boy). Première apparition du cheval qui deviendra Horace.
- The Karnival Kid
- Mickey's Follies
- Mickey's Choo-Choo
- The Jazz Fool
- Wild Waves

## Années 1930

### 1930
- The Barnyard Concert
- The Cactus Kid
- The Fire Fighters
- The Shindig. Clarabelle Cow acquiert son nom définitif.
- The Gorilla Mystery
- The Picnic. Pluto devient le chien de compagnie de Minnie sous le nom de Rover.
- Pioneer Days

### 1931
- Le Goûter d'anniversaire (The Birthday Party)
- Traffic Troubles
- The Delivery Boy
- Mickey Steps Out
- Blue Rhythm
- The Barnyard Broadcast
- The Beach Party
- Mickey Cuts Up
- Mickey's Orphans

### 1932
- The Grocery Boy
- Barnyard Olympics
- Mickey's Revue. Première apparition de Dingo (Goofy).
- Musical Farmer
- Mickey in Arabia
- Mickey's Nightmare
- The Whoopee Party
- Mickey marque un essai
- The Klondike Kid
- The Wayward Canary
- Parade des nommés aux Oscars 1932 (Parade of the Award Nominees). Parade où l'on peut voir Mickey et Minnie mais surtout les caricatures de Fredric March, Marie Dressler et d'autres. Ce court-métrage était destiné au banquet des Oscars 1932. C'est surtout le premier court-métrage de Mickey en couleurs. Mickey y porte sa mythique culotte... mais verte et non rouge !

### 1933
- Building a Building. Dans la série Mickey Mouse. Avec Mickey, Pluto et Pat Hibulaire.
- Mickey's Pal Pluto. Dans la série Mickey Mouse. Avec Mickey et Pluto.
- Mickey's Mellerdrammer
- Ye Olden Days
- Mickey's Mechanical Man
- Mickey's Gala Premier. Dans la série Mickey Mouse. Avec Mickey, Pluto, Clarabelle et Horace. Caricatures des stars de l'époque.
- Le Premier Amour (Puppy Love). Dans la série Mickey Mouse. Avec Mickey, Pluto et Fifi le pékinois.
- The Steeple Chase
- The Pet Store
- Giantland

### 1934
- Shanghaied
- Camping Out
- Mickey's Steamroller
- The Dognapper (apparition)
- Two-Gun Mickey

### 1935
- Mickey patine (On ice). Dans la série Mickey Mouse. Avec Mickey, Dingo, Donald, Clarabelle, Horace et Pluto.

### 1936
- Le Rival de Mickey (Mickey's Rival). Dans la série Mickey Mouse. Le rival en question se nomme Mortimer comme Mickey à ses tout débuts.

### 1937
- Vacances à Hawaï (Hawaiian Holiday). Dans la série Mickey Mouse. Avec Mickey, Dingo, Donald et Pluto.

### 1938
- Constructeurs de bateau (Boat Builders). Dans la série Mickey Mouse. Avec Mickey, Dingo et Donald.
- La Chasse au renard (The Fox Hunt). Dans la série Donald & Goofy. Avec Donald et Dingo. Brèves apparitions de Mickey, Minnie, Horace, Clarabelle et Clara Cluck.
- Le Brave Petit Tailleur (Brave Little Tailor). Dans la série Mickey Mouse. Avec Mickey.

### 1939
- La Surprise-partie de Mickey (Mickey's Surprise Party). Court-métrage assez peu connu. Il fut produit par la National Biscuit Company et peut être considéré par conséquent comme un film publicitaire. C'est d'ailleurs un film à la gloire de ladite compagnie.
- Standard Parade (The Standard Parade). Conclusion d'un film publicitaire pour la Standard Oil Company. Les personnages vedettes de Disney défilent en faisant de la pub pour la marque. Cette parade est largement décalquée sur la Parade des Oscar de 1932. Ce n'est bien sûr pas un hasard, tout le film étant basé sur le passage de l'obscurité (sic) à la couleur

## Années 1940

### 1941
- Le Tourbillon (The Little Whirlwind). Dans la série Mickey Mouse. Avec Mickey.
- Les Années 90 (The Nifty Nineties). Dans la série Mickey Mouse. Avec Mickey. Apparitions de Dingo, Donald, Daisy, Riri, Fifi et Loulou.

### 1942
- L'Anniversaire de Mickey (Mickey's Birthday Party). Dans la série Mickey Mouse. Avec Mickey, Donald, Horace, Clarabelle, Clara Cluck et Dingo.
- Out of the Frying Pan Into the Firing Line. Court-métrage de propagande.

### 1944
- Premiers Secours (First Aiders). Dans la série Pluto. Avec Pluto et Figaro.

### 1946
- Bath Day. Dans la série Figaro. Avec Figaro.

### 1947
- Figaro and Frankie. Dans la série Figaro. Avec Figaro et Butch le bouledogue.
- Rendez-vous retardé (Mickey's Delayed Date). Dans la série Mickey Mouse. Avec Mickey et Pluto.

### 1949
- Pluto's Sweater. Dans la série Pluto. Avec Pluto, Figaro et Butch.

## Années 1950

### 1950
- Pluto and the Gopher. Dans la série Pluto. Avec Pluto.
- Crazy Over Daisy. Dans la série Donald Duck. Avec Donald, Daisy, Tic et Tac. Apparitions de Mickey, Minnie et Dingo.

### 1952
- L'Arbre de Noël de Pluto (Pluto's Christmas Tree). Dans la série Mickey Mouse. Avec Mickey, Pluto, Tic et Tac. Apparitions de Minnie, Donald et Dingo.

## Années 1980

### 1980
- Mickey Mouse Disco (compilation)

### 1982
- Buyer Be Wise (court métrage)

### 1983
- Le Noël de Mickey (Mickey's Christmas Carol). Moyen-métrage d'animation.

### 1987
- Totally Minnie. Moyen-métrage d'animation pour la télévision.

### 1988
- Qui veut la peau de Roger Rabbit (Who Framed Roger Rabbit). Apparitions au milieu des autres personnages Disney.

## Années 1990

### 1990
- Disney Sing-Along-Songs: Disneyland Fun

### 1994
- A Day at Disneyland

### 1995
- Mickey perd la tête (Runaway Brain). Mickey retrouve sa culotte rouge à boutons jaunes après 50 ans passés sans. Il l'a, en réalité, très peu portée en couleurs, à l'écran.

### 1999
- Mickey, il était une fois Noël (Mickey's Once Upon a Christmas)
- Mickey Mania (Mickey Mouse Works). Série télévisée diffusée de 1999 à 2000, présentant des courts métrages inédits.

## Années 2000

### 2001
- Mickey, la magie de Noël (Mickey's Magical Christmas : Snowed In At The House Of Mouse). Compilation de courts métrages parmi lesquels Le Noël de Mickey (1983), L'Arbre de Noël de Pluto (1952), etc.
- Disney's tous en boîte. Série télévisée diffusée de 2001 à 2004.

### 2002
- Mickey, le club des méchants (Mickey's House of Villains). Compilation de courts métrages parmi lesquels Les Revenants solitaires (1937), Donald et le Gorille (1944), Donald et la Sorcière (1952) et des extraits de la série Mickey Mania (1999-2000).

### 2004
- Mickey, Donald, Dingo : Les Trois Mousquetaires (Mickey, Donald, Goofy : The Three Musketeers). Long-métrage d'animation.
- Mickey, il était deux fois Noël (Mickey's Twice Upon a Christmas). Long-métrage d'animation en images de synthèse composé de cinq courts.

### 2006
- La Maison de Mickey (Mickey Mouse Clubhouse). Série télévisée.

### 2011
- La Boutique de Minnie (Minnie's Bow-Toons). Série télévisée.

### 2013
- À cheval ! (Get a Horse!). Court-métrage d'animation.
- Mickey Mouse. Série télévisée de 2013 à 2019.

### 2017
- Mickey et ses amis : Top Départ ! (Mickey Mouse Mixed-Up Adventures). série télévisée de 2017 à 2021
- Les Histoires Toc-Toc de Tic & Tac (Chip ‘N’ Dale : Nutty Tales). série télévisée

### 2020
- Le Monde Merveilleux de Mickey (The Wonderful World of Mickey Mouse). Série de 2020 à aujourd'hui.

### 2021
- La Maison magique de Mickey (Mickey Mouse Funhouse). Série de 2021 à aujourd'hui.
- Mickey et la Légende des Deux Sorcières (en) (Mickey's Tale of Two Witches). Téléfilm d'animation.
- Mickey & Minnie : le vœu de noël (en) (Mickey and Minnie Wish Upon a Christmas). Téléfilm d'animation.